# Élections provinciales de 2018 dans le Brabant flamand
Les élections provinciales de 2018 dans le Brabant flamand ont lieu le dimanche 14 octobre 2018 afin d'élire les 36 conseillers de la province du Brabant flamand pour un mandat de six ans.
Le scrutin est marqué par une poussée des écologistes ainsi qu'un baisse des sociaux-démocrates.
Il n'y a pas de changements majeurs à la composition du conseil provincial après l'élection, hormis la réduction de la taille de l'assemblée de 72 à 36 sièges.
La nouvelle majorité est une coalition N-VA-CD&V-Open Vld présidée par Bart Nevens (N-VA).

## Contexte
La taille du conseil provincial a été réduite de 72 à 36 sièges depuis la dernière élection.

## Mode de scrutin
Afin d'élire le conseil provincial, les sièges sont répartis  entre plusieurs circonscriptions proportionnellement au nombre d'habitants. Ensuite, ils sont attribués sur base de la représentation proportionnelle selon le système d'Hondt.

## Résultats
|       |          |         |       |               |         |     |
| Parti | Parti    | Voix    | %     | +/-           | Sièges  | +/- |
|       | N-VA     | 178 950 | 25,4  | 0,4           | 10 / 36 | 9   |
|       | CD&V     | 124 223 | 17,6  | 1,9           | 7 / 36  | 8   |
|       | Open Vld | 109 025 | 15,4  | 1,4           | 5 / 36  | 8   |
|       | Groen    | 106 741 | 15,1  | 5,5           | 6 / 36  | 1   |
|       | sp.a     | 63 688  | 9,0   | 3,1           | 3 / 36  | 5   |
|       | VB       | 60 753  | 8,6   | 1,9           | 3 / 36  | 2   |
|       | UF       | 38 131  | 5,4   | 1,7           | 2 / 36  | 3   |
|       | PVDA     | 16 102  | 2,3   | 1,1           | 0 / 36  | 0   |
|       | Autres   | 8 245   | 1,2   | en stagnation | 0 / 36  | 0   |
| Total | Total    | 708 858 | 100,0 |               | 36      | 36  |